# John Hay Forbes (Lord Medwyn)
John Hay Forbes, Lord Medwyn (19 septembre 1776-25 juillet 1854) est un juge britannique.

## Biographie

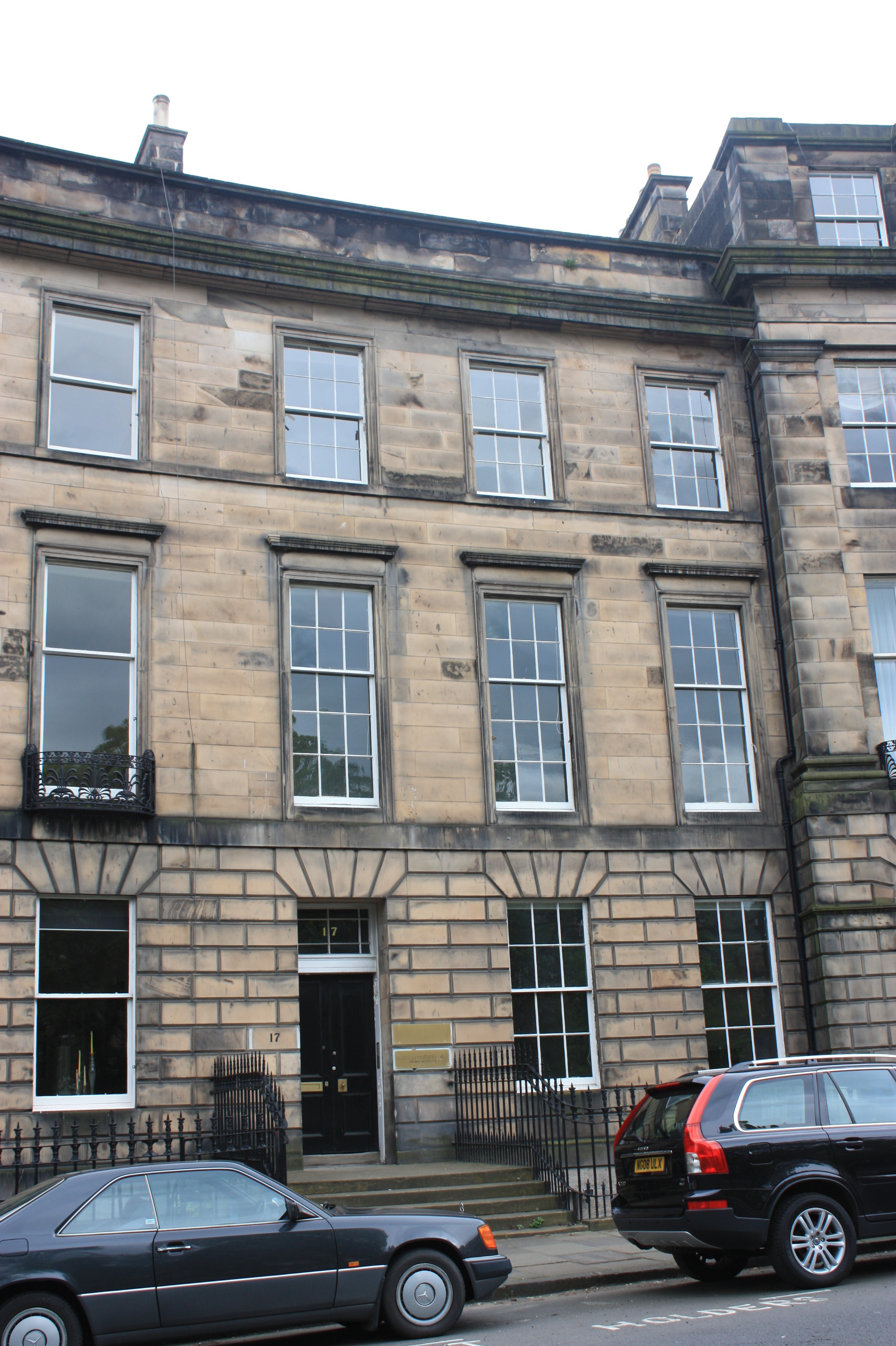
Maison de Lord Medwyn au 17 Ainslie Place, Édimbourg

Forbes est né à Édimbourg le 19 septembre 1776  le deuxième fils de William Forbes (6e baronnet), et de sa femme Elizabeth Hay.
Il étudie le droit à l'Université d'Édimbourg et est admis au barreau écossais en tant qu'avocat en 1799. Il est nommé shérif adjoint du Perthshire en 1807 et est nommé Lord de la session en janvier 1825, lorsqu'il prend le titre de courtoisie de Lord Medwyn, de son domaine dans le Perthshire.
Dans les années 1830, il est répertorié comme habitant au 17 Ainslie Place sur le Moray Estate à l'extrémité ouest d'Édimbourg .
En décembre 1830, il est nommé Lord de Justice. Il démissionne de ce poste en mai 1849, se retire du banc en octobre 1852 et meurt à Édimbourg le 25 juillet 1854 .
Il est un épiscopalien engagé.

## Travaux
Il édite une nouvelle édition de «Réflexions concernant la condition et les devoirs de l'homme dans cette vie et ses espoirs dans le monde à venir», par Alexander Forbes, 4e Lord Forbes de Pitsligo (1678–1762), 1835, 4e éd. Édimbourg, 1854.

## Famille
Il épouse Louisa Cumming-Gordon, fille de Sir Alexander Cumming-Gordon d'Altyre, Elgin. Ils ont plusieurs enfants, dont William Forbes de Medwyn, Alexander Forbes (évêque) (qui est devenu évêque de Brechin) et George Hay Forbes, pasteur épiscopalien et fondateur de Pitsligo Press, Louisa Penuel Forbes et Helen Forbes .